# مجلس شيوخ كانساس
مجلس شيوخ كانساس (بالإنجليزية: Kansas Senate)‏ هو مجلس شيوخ ولاية كانساس الأمريكية، وهو المجلس الأعلى في كونغرس كانساس.

## طالع أيضًا
- كونغرس كانساس